# Косарка
Косарка е село в Северна България. То се намира в община Дряново, област Габрово. Село Косарка е селото, в което се развива действието в съвременния български роман „Всичко отначало“ на Кънчо Атанасов.

## Население
Преброяване на населението през 2011 г.
Численост и дял на етническите групи според преброяването на населението през 2011 г.:
|                     | Численост | Дял (в %) |
| Общо                | 55        | 100,00    |
| Българи             | 43        | 78,18     |
| Турци               | 6         | 10,90     |
| Цигани              | 0         | 0,00      |
| Други               | 3         | 5,45      |
| Не се самоопределят | 0         | 0,00      |
| Неотговорили        | 3         | 5,45      |